# Caffaigne
Het Caffaigne of Caffagne is een 16e-eeuws huis in de Nederlandse stad Culemborg, provincie Gelderland. Het gebouw staat aan de Everwijnstraat en is een rijksmonument. De naam is afkomstig van het Latijnse woord ‘caffagium’, dat zoveel betekent als ‘hoofdgebouw van een domein’. Eind 16e eeuw kwam de naam voor het eerst voor in de bronnen en werd toen gespeld als Caffaignen.

## Voorganger
Het is niet bekend wanneer de voorganger van het Caffaigne is gebouwd. De oudste vermelding dateert uit 1460, toen heer Gerard II van Culemborg het huis in leen gaf aan Johan Goessensz van Tyel. Naar verwachting stond het huis er toen al enige tijd. In 1480 werd het huis ook nog genoemd in een koopakte toen heer Jasper van Culemborg het overdroeg aan Cornelis Berentsz, die er met zijn gezin ging wonen.

## Brand en herbouw
In 1532 brak de zogenaamde Bagijnenbrand uit in het naastgelegen klooster Mariëncroon en daardoor is het huis vermoedelijk ook uitgebrand. Het werd hierna herbouwd in steen. In 1549 overleed Cornelis, waarna het huis werd overgedragen aan de liefdadigheidsinstelling Armenpoth. Deze instelling bracht er drie (later vier) woninkjes in onder, bedoeld voor arme inwoners van Culemborg. De eerste bewoners van deze zogenaamde ‘potshuysinge’ waren een weduwe, de koster van de Grote Kerk en een gevluchte pastoor.
Hoewel het Caffaigne aanvankelijk bedoeld was als gratis woonruimte voor arme Culemborgers, werden de woninkjes later ook verhuurd. Tot de huurders behoorden onder andere een lakei van de Culemborgse gravin en een deurwaarder.

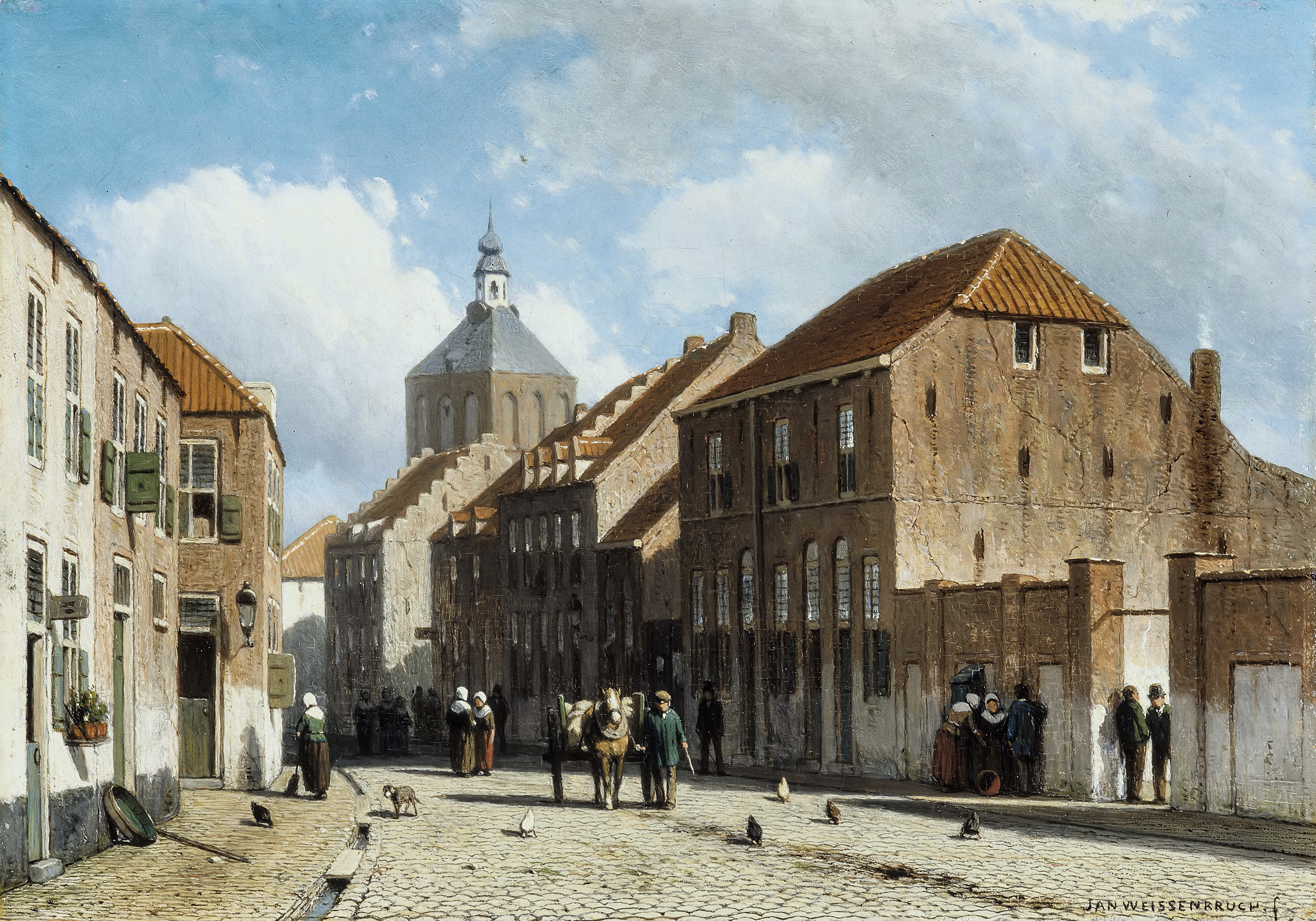
Het caffagne (het meest rechtse gebouw) op een schilderij uit 1848, door Jan Weissenbruch

## Restauratie
Begin jaren 60 van de 20e eeuw werd besloten om het pand te restaureren, waardoor de laatste huurder, een schoenmaker, moest vertrekken. De restauratie vond plaats omstreeks 1965. Hierbij werd het dak weer in de oorspronkelijk staat teruggebracht, te weten een zadeldak tussen topgevels. Aan de binnenzijde van het pand werden de vier woninkjes afgebroken zodat één grote ruimte ontstond. De pleisterlaag op de benedenverdieping van de voorgevel werd verwijderd, terwijl de drie ramen op de bovenverdieping werden verplaatst naar een andere locatie. Deze aanpassingen aan de voorgevel waren waarschijnlijk geïnspireerd op een tekening en schilderij uit 1848 van Jan Weissenbruch.
Na de restauratie werd het Caffaigne verhuurd aan een zorginstantie die er een sociëteit voor ouderen in vestigde. Sinds 2004 is het pand in particulier bezit.